# Roydon (King’s Lynn and West Norfolk)
Roydon – wieś w Anglii, w hrabstwie Norfolk, w dystrykcie King’s Lynn and West Norfolk. Leży 55 km na zachód od Norwich i 148 km na północ od Londynu. Miejscowość liczy 368 mieszkańców.